# Vazamento de amônia em Sumykhimprom
O vazamento de amônia em Sumykhimprom, foi um vazamento ocorrido em 21 de março de 2022, durante a Batalha de Sumy, quando um ataque aéreo russo danificou um dos tanques de amônia na usina Sumykhimprom, contaminando a terra em um raio de 2.5 km (1.6 mi). Incluindo as aldeias de Novoselytsya e Verkhnya Syrovatka. Devido à direção do vento, a cidade de Sumy não foi afetada, apesar de sua proximidade com o vazamento.

## Antecedentes
Dois dias antes do vazamento, Mikhail Mizintsev, o chefe do Centro de Gerenciamento de Defesa Nacional da Rússia afirmou que nacionalistas ucranianos estavam planejando um ataque químico de bandeira falsa em Sumy. Mizintsev alegou em 19 de março que as minas foram colocadas em instalações de armazenamento de produtos químicos na fábrica para envenenar os moradores em caso de avanço das tropas russas na cidade. Ele também alegou que uma escola secundária foi igualmente sabotada em Kotlyarovo, Mykolaiv Oblast.

## Vazamento
O vazamento foi relatado pela primeira vez por volta das 4h30, horário local, em 21 de março de 2022, na fábrica de produtos químicos Sumykhimprom, localizada nos subúrbios de Sumy.